# Marínovka (Saràtov)
|  | Per a altres significats, vegeu «Marínovka». |

Marínovka (en rus: Мариновка) és un poble de l'óblast de Saràtov, a Rússia, segons el cens del 2010 tenia 4 habitants. Pertany al districte municipal de Mokroús.